# Klippfäbodarna
Klippfäbodarna är ett naturreservat i Dorotea kommun i Västerbottens län.
Området är naturskyddat sedan 1999 och är 3,3 kvadratkilometer stort. Reservatet omfattar en fäbod och marken norr om denna. Reservatet består av myrar och granskog.